# Хаджи Мюмюн чешма
Хаджи Мюмюн чешма или Аджи чешма (на гръцки: Kρήνη των οδών Ευρυμέδοντος) е историческа османска чешма в македонския град Солун, Гърция.
Чешмата е разположена в Горния град - старата турска махала, на улица „Евримедон“ на кръстовището ѝ с „Ираклидес“, в двора на частна къща. Чешмата е изградена от тухли и на фасадата има фалшив островърх тухлен свод. Покривът ѝ се използва за основа на балкон. Въпреки че не е реставрирана, е в добро състояние. Ктиторският надпис на чешмата е изчезнал и годината на издигането ѝ е неизвестна.